# پهر خیل تهل
پهر خیل تهل (به انگلیسی: Pahar Khel Thal) یک شهرک در پاکستان است که در ناحیه لکی واقع شده‌است.